# TimeShift
TimeShift (englisch für „Zeitverschiebung“) ist ein von Saber Interactive entwickelter und von Vivendi Games unter dem Tochterlabel Sierra Entertainment vertriebener Ego-Shooter der im November 2007 für Windows, Xbox 360 und PlayStation 3 veröffentlicht wurde. Bis zum Frühling 2006 lagen die Vertriebsrechte bei Atari SA, wurden dann jedoch aus finanziellen Gründen verkauft.

## Handlung
In der nahen Zukunft haben es Wissenschaftler geschafft eine funktionierende Zeitmaschine zu bauen. Die Arbeiten münden letztlich in zwei speziellen Anzügen, mit denen das Reisen durch und das Manipulieren der Zeit möglich ist: der Alpha-Suit, einen weniger fortgeschrittenen Prototyp, und der Beta-Suit, ein Kampfanzug der den Träger zusätzlich vor gefährlichen Zeit-Paradoxa schützt und eine integrierte künstliche Intelligenz besitzt.
Der Kopf des Projekts, Dr. Aiden Krone, entwendet den Alpha-Anzug und reist in die Vergangenheit, um dort die Zeit so zu manipulieren, dass er als Diktator an die Macht kommt. Der Spieler schlüpft in die Haut eines anderen Wissenschaftlers, dessen Name keine Erwähnung findet, und dieser wiederum in den Beta-Anzug, um Dr. Krone in eine nun veränderte Zeitlinie des Jahres 1939 hinterherzureisen. Dort nimmt er Kontakt zum Widerstand auf um dem Diktator das Handwerk zu legen und die Zeit wieder in korrekte Bahnen zu lenken.

## Gameplay
Bei TimeShift handelt es sich im Grunde um einen genre-üblichen Ego-Shooter, jedoch mit dem besonderen Gameplay-Feature der Zeitmanipulation, ähnlich der modernen Trilogy Prince of Persia. So ist es dem Spieler dank des Spezialanzuges möglich, die Zeit zurückzudrehen, zu verlangsamen oder gar ganz zum Stillstand zu bringen, wobei sich dieser Umstand stets nur auf die Umgebung auswirkt, nicht jedoch auf den Protagonisten selbst. Allerdings steht diese Fertigkeit nicht unbegrenzt zur Verfügung, da der Anzug bei aktivierter Zeitmanipulation Energie verbraucht. Sinkt diese auf Null, wird der Effekt beendet und kann erst wieder aktiviert werden, wenn sich die Energie einen Moment lang regenerieren konnte.
Auf der Verfolgungsjagd nach Dr. Krone durchstreift der Spieler verschiedene Gebiete wie Wälder, vom Krieg verwüstete Häuserblocks und Militäranlagen. Im Kampf greift man auf eher konventionelle Waffen wie ein Sturmgewehr, Schrotflinte, Scharfschützengewehr und Raketenwerfer zurück. Gelegentlich wird der Spielverlauf durch Quad-Fahrten und Actioneinlagen an stationären Waffen aufgelockert. Ähnlich den Physikrätseln bei anderen Spielen gibt es hier „Zeitphysikrätsel“, die sich nur durch geschickten Einsatz der Zeitmanipulationsfähigkeiten lösen lassen. Beispielsweise kann man einen Container herunterfallen lassen; stellt man sich nun auf ihn und lässt die Zeit rückwärts laufen, so katapultiert einen der Container nach oben.

## Technik
TimeShift wurde erstmals im Frühjahr 2005 angekündigt, wurde jedoch mehrere Male verschoben, vor allem, da sich der komplette Stil zwischendurch von einem comichaften Look zu einem düsteren Endzeit-Szenario entwickelte und zahlreiche andere Elemente umgekrempelt wurden. Da man so längere Zeit kaum von dem Spiel hörte, galt es bei Presse und Spielerschaft zeitweilig sogar als „gestorben“.
Das Spiel wurde mit der hauseigenen Saber3D-Engine entwickelt, welche bereits im Jahr 2003 im Ego-Shooter Will Rock zum Einsatz kam. Diese wurde jedoch stark überarbeitet, so dass viele Leute nach der Sichtung von kommentarlos veröffentlichten Screenshots mutmaßten, es könnte sich um die Unreal Engine 3.0 handeln. In die Spiel-Engine wurde die Havok-Physikengine in der Version 4.5 integriert.

## Kritiken
Paul Kautz von 4players.de bezeichnete das Spiel als „spielerisch und technisch kompetenten Shooter mit lässigem Zeitkontroll-System.“ aber so „lässig der Einstieg“ auch sei, „so schnell landet TimeShift schon in der zweiten Spielstunde, in der man sich an den Möglichkeiten des Zeitstopps und der -umkehr sattergötzt hat, wieder auf dem Boden. Was dann noch bleibt ist ein guter Shooter, der kompetente Action-Unterhaltung liefert. Aber leider nicht mehr.“ – Gesamtwertung: 82
Daniel Matschijewsky von der GameStar meinte, dass „die Manipulation der Zeit die actiongeladenen und verflucht kniffligen Schießereien“ zwar auflockere, „für die Rätsel“ hätte er sich „aber mehr Mut zu innovativen Experimenten gewünscht.“ Unterm Strich sei „Timeshift trotzdem ein sehr guter Shooter, den sich Fans von F.E.A.R. oder Half-Life 2 anschauen sollten.“ – Gesamtergebnis: 80 %